# الجذر التطوري للأديان

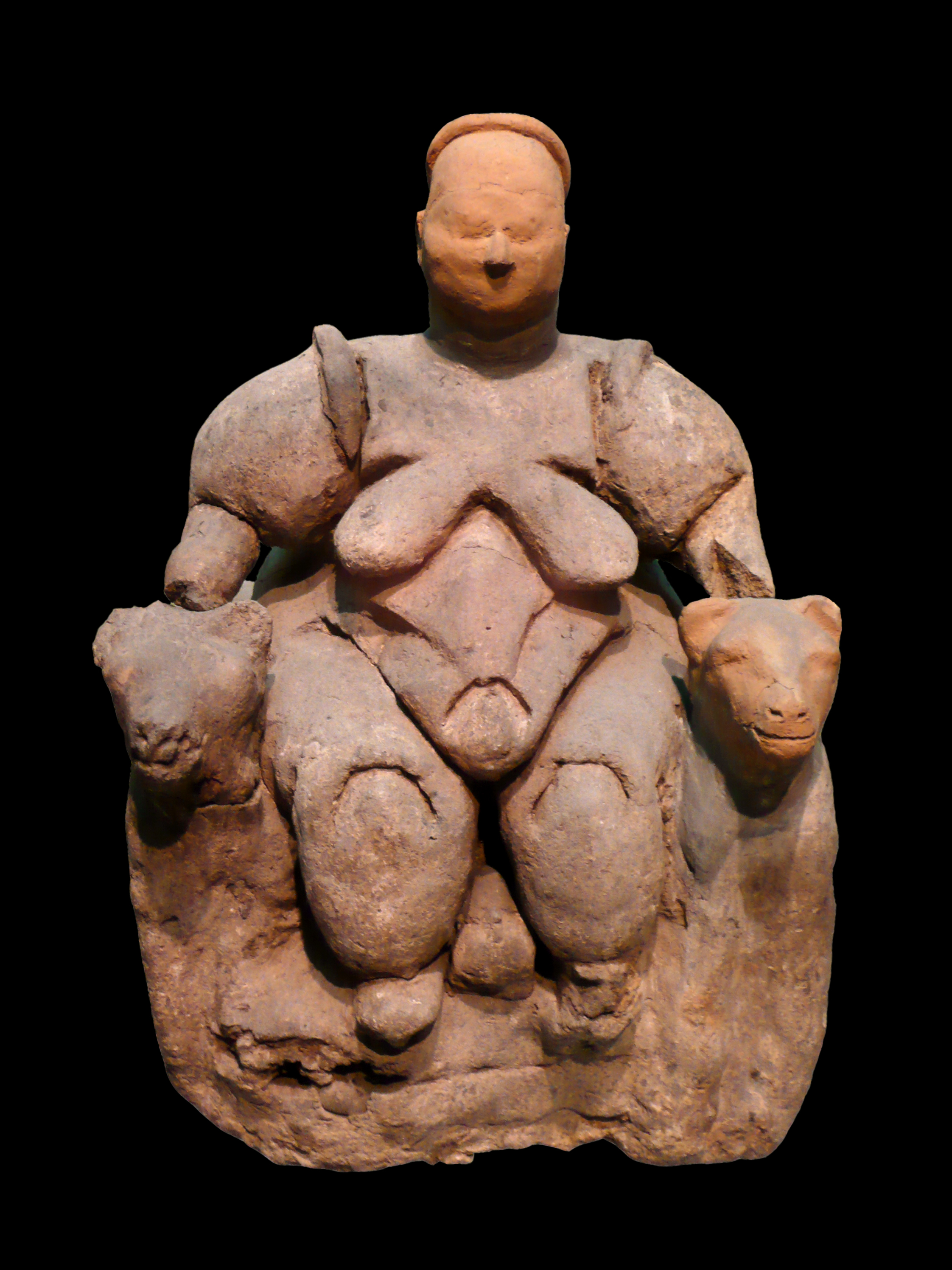
يدرس علم النفس التطوري للإنسان الجذور التطورية للأديان.

الجذر التطوري للدين والسلوك الديني هو مجال دراسة يتعلق بعلم النفس التطوري، وأصل اللغة والأساطير، والمقارنة بين الثقافات في الأنثروبولوجيا الدينية. تشمل بعض الموضوعات المهمة أديان العصر الحجري الحديث، والأدلة على الروحانية أو السلوك الطائفي في العصر الحجري القديم الأعلى، وأوجه التشابه في سلوك القردة الكبرى.

## الشروط الممهدة للدين البشري

### زيادة حجم الدماغ
في هذه المجموعة من النظريات، يكون العقل الديني أحد نتائج دماغ كبير بما فيه الكفاية لصياغة الأفكار الدينية والفلسفية. أثناء التطور البشري، تضاعف حجم الدماغ البشري ثلاث مرات، وبلغ ذروته قبل 500,000 عام. حدث جزء كبير من توسع الدماغ في القشرة المخية الجديدة. يُفترض أن القشرة الدماغية المخية الجديدة مسؤولة عن الحسابات العصبية الكامنة وراء الظواهر المعقدة مثل الإدراك، والفكر، واللغة، والانتباه، والذاكرة العرضية، والحركة الإرادية. وفقًا لنظرية دنبار، يلاحظ تناسب حجم القشرة المخية الجديدة لأي صنف مع مستوى تعقيد البنية الاجتماعية للصنف ذاته. يرتبط حجم القشرة المخية الجديدة بعدد من المتغيرات الاجتماعية التي تشمل حجم المجموعة الاجتماعية وتعقيد سلوكيات التزاوج. في الشمبانزي، تحتل القشرة المخية الجديدة 50% من حجم الدماغ لدى الشمبانزي، في حين أنها تشغل 80% من حجم الدماغ في البشر المعاصرين.
يجادل روبن دنبار بأن اللحظة الحاسمة في تطور القشرة المخية الجديدة حدثت عند عملية انتواع الإنسان البدائي العاقل كصنف مميز عن غيره منذ نحو 500,000 عام. تشير دراسته إلى أن القشرة المخية الجديدة لم تكن كبيرة بما يكفي لمعالجة الظواهر الاجتماعية المعقدة مثل اللغة والدين قبل حصول عملية الانتواع. تستند الدراسة إلى تحليل تراجع حجم القشرة المخية الجديدة مقابل عدد من السلوكيات الاجتماعية لأسلاف البشر، الأحياء والمنقرضين.
يقترح ستيفن جاي غولد احتمالية أن يكون نشوء الدين بسبب التغيرات التطورية التي فضلت الأدمغة الأكبر حجمًا وسيلةً لترسيخ تماسك المجموعة بين صيادي السافانا، بعد أن أتاح هذا الدماغ الأكبر حجمًا التفكير في حتمية الفناء الشخصي.

### استخدام الأدوات
يرى لويس ولبرت بأن المعتقدات السببية التي انبثقت من استخدام الأدوات لعبت دورًا رئيسيًا في تطور المعتقدات. إذ تتطلب صناعة الأدوات المعقدة خلق صورة ذهنية لجسم غير موجود بشكل طبيعي قبل صنع الأداة بشكل فعلي. علاوة على ذلك، يجب على المرء أن يفهم كيفية استخدام الأداة، وهذا يتطلب فهمًا لفلسفة السببية. وبناء على ذلك، فإن مستوى تطور الأدوات الحجرية هو مؤشر مفيد للمعتقدات السببية. يؤكد ولبرت أن استخدام الأدوات المؤلفة من أكثر من مكون واحد، مثل فؤوس اليد، يمثل قدرة على فهم السبب والنتيجة. ومع ذلك، تبين الدراسات الحديثة التي أجريت على الرئيسيات الأخرى أن السببية قد لا تكون سمة بشرية فريدة من نوعها. فمثلًا، من المعروف أن الشمبانزي يستطيع الهرب من الأقفاص المغلقة بأقفال متعددة، والتي كان يُعتقد سابقًا أنه لا يمكن التوصل إلى طريقة فتحها إلا من قبل البشر الذين يفهمون السببية. من المعروف أيضًا أن الشمبانزي يحزن على الموتى، ويلاحظ الأشياء التي لها قيمة جمالية فقط، مثل غروب الشمس، ويمكن اعتبار الأمرين من مكونات الدين أو الروحانية. الفرق بين فهم السببية من قبل البشر والشمبانزي هو فرق في الدرجة. تعتمد درجة الفهم لدى الحيوان على حجم قشرة الفص الجبهي: فكلما زاد حجم قشرة الفص الجبهي، كان الفهم أعمق.

### تطور اللغة
يتطلب الدين نظامًا للتواصل الرمزي، مثل اللغة، لينتقل من فرد إلى آخر. يقول فيليب ليبرمان «من الواضح أن الفكر الديني البشري والحس الأخلاقي يرتكزان إلى قاعدة معرفية لغوية». من هذه الفرضية يقول الكاتب العلمي نيكولاس وايد:
«مثل معظم السلوكيات الموجودة في المجتمعات في جميع أنحاء العالم، لا بد أن الدين كان موجودًا لدى أسلاف البشر قبل الانتشار من إفريقيا قبل 50,000 عام. وعلى الرغم من أن الطقوس الدينية عادة ما تتضمن الرقص والموسيقى، إلا أنها أيضًا شفهية إلى حد بعيد، بما أنه يجب ذكر الحقائق المقدسة. إذا كان الأمر كذلك، فإن الدين - على الأقل في شكله الحديث - لا يمكن أن يكون قد سبق ظهور اللغة. قيل في وقت سابق أن اللغة وصلت إلى حالتها الحديثة قبل فترة وجيزة من الهجرة الجماعية من إفريقيا. فإذا كان ظهور الدين معتمدًا على تطور اللغة الحديثة الواضحة والمعبرة، لظهر أيضًا قبل 50,000 عام بقليل».
وهناك وجهة نظر أخرى تميز المعتقد الديني الفردي عن المعتقد الديني الجماعي. ففي حين أن المعتقد الديني الفردي لا يتطلب تطورًا مسبقًا للغة، إلا أن المعتقد الديني الجماعي يتطلب ذلك. يجب على الدماغ البشري الفردي أن يشرح ظاهرة ما من أجل فهمها والارتباط بها. هذا النشاط يسبق ظهور اللغة إلى حد بعيد، وربما كان سببًا في ظهورها. تقول النظرية أن الإيمان بخوارق الطبيعة ينشأ من فرضيات يفترضها الأفراد بشكل اعتباطي لشرح الظواهر الطبيعية التي لا يمكن تفسيرها بطريقة أخرى. تؤدي الحاجة إلى مشاركة الفرضيات الفردية مع الآخرين في نهاية المطاف إلى المعتقد الديني الجماعي. تصبح الفرضية المقبولة اجتماعيًا عقيدة تدعمها العقوبات الاجتماعية.
تتكون اللغة من تباينات رقمية قيمتها صفر بشكل أساسي. بصفتها أعرافًا اجتماعية بحتة، لا يمكن أن تتطور إشارات من هذا النوع في عالم اجتماعي دارويني - فهي استحالة نظرية. وبما أن اللغة غير موثوقة في جوهرها، فإنها لا تعمل إلا إذا تمكن المرء من بناء سمعة جيدة وموثوقة ويعتمد عليها داخل نوع معين من المجتمع - أي مجتمع توجد فيه حقائق ثقافية رمزية (يطلق عليها أحيانًا اسم «حقائق مؤسسية») يمكن إنشاؤها والحفاظ عليها من خلال التأييد الاجتماعي الجماعي. وفي أي مجتمع من مجتمعات الصيادين وجامعي الموارد، فإن الآلية الأساسية لإرساء الثقة في الحقائق الثقافية الرمزية هي الطقوس الجماعية.
متجاوزين الفجوة بين الاستمرارية والانقطاع، ينظر بعض العلماء إلى ظهور اللغة بأنها نتيجة لنوع من أنواع التحول الاجتماعي الذي حرر - من خلال توليد مستويات غير مسبوقة من الثقة العامة - إمكانات جينية للإبداع اللغوي كانت خاملة في السابق. تجسد «نظرية التطور المشترك بين الطقوس والكلام» هذا النهج. يشير العلماء في هذا المعسكر الفكري إلى حقيقة أنه حتى الشمبانزي والبونوبو لديهم قدرات رمزية كامنة نادرًا ما يستخدمونها - هذا إن استخدموها - في البرية. يعترض هؤلاء المؤلفون على فكرة الطفرة المفاجئة، إذ يرون أنه حتى لو كانت هناك طفرة عرضية سببت ظهور عضو لغوي في الرئيسيات المتطورة ثنائية الأرجل، فإنها ستكون عديمة الفائدة بشكل تكيفي في ظل جميع الظروف الاجتماعية المعروفة للرئيسيات. يجب أن يكون الهيكل الاجتماعي المحدد تمامًا - هيكل اجتماعي قادر على دعم مستويات عالية جدًا من المساءلة والثقة العامة - قد تطور قبل اللغة أو بالتزامن معها لجعل الاعتماد على «الإشارات السطحية» (الكلمات) استراتيجية مستقرة تطوريًا. يمكن أن تكون الطبيعة الروحانية للغة الإنسان البدائي بمثابة تكلفة شبيهة بالإعاقة تساعد على ضمان موثوقية التواصل. كان إسناد الجوهر الروحي إلى كل ما يحيط بالبشر الأوائل بمثابة آلية مدمجة أتاحت التحقق الفوري وضمنت حرمة الكلام.
تعتبر الإشارات الصوتية للحيوانات، في معظمها، موثوقة جوهريًا. عندما تخرخر قطة، تشكل الإشارة دليلًا مباشرًا على حالة الرضا لدى الحيوان. هذه الإشارة موثوقة، ليس لأن القطة تميل إلى أن تكون صادقة، ولكن فقط لأنها لا تستطيع تزييف هذا الصوت. قد تكون النداءات الصوتية للرئيسيات أكثر قابلية للتلاعب بها بشكل طفيف، لكنها تظل موثوقة لنفس السبب، لأنه من الصعب تزييفها. الذكاء الاجتماعي للرئيسيات هو ذكاء «ميكافيلي» - يخدم الذات ولا يقيده الوازع الأخلاقي. غالبًا ما تحاول القرود والشمبانزي خداع بعضها البعض، وتظل في الوقت نفسه في حذر دائم من الوقوع ضحية للخداع. ومن المفارقات أن مقاومة الرئيسيات للخداع هي ما يمنع تطور أنظمة الإشارات الخاصة لديها على غرار اللغة. اللغة مستبعدة لأن أفضل طريقة للحماية من الخداع هي تجاهل جميع الإشارات باستثناء تلك التي يمكن التحقق منها على الفور، والكلمات تفشل تلقائيًا في هذا الاختبار.